# Tritonka indická
Tritonka indická (Charonia tritonis), je druh velkého mořského plže z řádu kruhožábří (Archaeogastropoda). Tento druh žije ve skalnatých nebo korálových rozsedlinách, v hloubce několika metrů. Vyskytuje se ve vodách Indického oceánu a Tichého oceánu.

## Popis
Lastura dosahuje velikosti až 353 mm výšky a 188 mm šířky. Tento mořský plž je se svou krásně tvarovanou ulitou velmi vyhledávanou sběratelskou trofejí, která se v posledních letech stává vzácnou.
Je jedním z predátorů hvězdice trnové koruny, která se živí korály a její přemnožení je vážným ohrožením pro ekosystémy korálových útesů. Tento plž je zřejmě úplně imunní vůči toxickému slizu, který pokrývá tělo této hvězdice. Jakmile tritonka svou oběť uchopí, už není úniku. Plž hvězdici kousek po kousku požírá zaživa.

## Ohrožení
Potápěči plení populaci jednoho z pouhých dvou druhů, které mohou invazi hvězdic omezit. Jediný další predátor, který se specializuje na trnové koruny, je čtverzubec. Podle červeného seznamu IUCN je veden jako druh nevyhodnocený (NE)

## Využití člověkem
Lastura je oblíbený dekorativní předmět a velmi vyhledávanou sběratelskou trofejí. Někdy se také upraví a používá jako trubka - například korejský nagak.